# موليير (رسوم متحركة)
موليير مسلسل رسوم متحركة فرنسي انتج بين عامي 1987-1988 ويتكون من 26 حلقة وتمت دبلجة المسلسل للغة العربية .

## الشخصيات
- عاكف نجم في دور موليير
- إيمان هايل
- أنور خليل
- نبيل نجم

## الحلقات
- القناع والسيف
- أطفال الأسرة
- المسرح الشهير
- فستان المدية
- مسرح السفر
- بالدوار
- الكفاح من أجل باريس
- أمير كونتي
- إزالة
- أهواء كبيرة
- سيدي أخي الملك
- اليوم الكبير
- كتاب لا جرانج
- الغالية السخيفة
- الهروب
- اعتقال
- انقلاب
- المسرح
- مسرح القصر الملكي
- الشرود
- دايل الفيكونت
- منفى
- الألوية
- ليلة المهرج
- اثنين من الطبول الشباب
- مدرسة النساء
- ملذات الجزيرة الساحرة

## روابط خارجية
- موليير على موقع IMDb (الإنجليزية)
- موليير على موقع كينوبويسك (الروسية)
- موليير على موقع ألو سيني (الفرنسية)
- موليير على موقع قاعدة بيانات الفيلم (الإنجليزية)
- (بالفرنسية) موليير (رسوم متحركة) على ألو سيني
- (بالفرنسية) Fiche sur Planète Jeunesse